# Río Huancabamba (Río Pozuzo)
Der Río Huancabamba (Oberlauf: Río Chontabamba) ist der 117 km lange rechte Quellfluss des Río Pozuzo im östlichen Zentral-Peru in der Provinz Oxapampa (Region Pasco).

## Flusslauf
Der Río Huancabamba entspringt als Río Chontabamba in den östlichen Ausläufern der Cordillera Huaguruncho, knapp 30 km westlich der Stadt Oxapampa, auf einer Höhe von etwa 3680 m. Der Fluss verläuft anfangs 30 km in östlicher Richtung durch das Bergland. Er passiert die Ortschaft Chontabamba. Bei der Stadt Oxapampa nimmt er den Río Llamaquizú von rechts auf und wendet sich nach Nordwesten und verläuft anschließend entlang der Westflanke der Cordillera Yanachaga. Nun heißt der Fluss Río Huancabamba. Nahe der Siedlung Huancabamba, bei Flusskilometer 47, trifft der    Río Huaylamayo von Südwesten kommend auf den Fluss. Dieser wendet sich nun nach Norden und durchfließt ein enges Tal. Der Río Huancabamba passiert den Weiler Prusia sowie die Kleinstadt Pozuzo, bevor er auf den von Westen kommenden Río Santa Cruz trifft, mit welchem er sich zum Río Pozuzo vereinigt.

## Einzugsgebiet
Das Einzugsgebiet umfasst eine Fläche von etwa 1940 km². Es wird im Osten durch die Cordillera Yanachaga begrenzt. Im Südwesten reicht das Einzugsgebiet bis zum vergletscherten Gebirgsmassiv des 5723 m hohen Huaguruncho.